# Gianfranco Varini
Gianfranco Varini (Reggio Emilia, 21 agosto 1939 – Reggio Emilia, 17 maggio 2011) è stato un architetto italiano.

## Biografia
Nasce a Reggio Emilia nel 1939. Si laurea in Architettura a Firenze nel 1974, sotto la guida di Carlo Lucci. Ha da subito orientato in prevalenza i suoi interessi verso spazi ad uso collettivo o pubblico, quali scuole, banche, case di riposo. Contemporaneamente ha operato nel campo del restauro monumentale. Ha collaborato didatticamente con diverse università italiane. È tra i fondatori di Aid'A - Agenzia italiana d'Architettura..